# Gemeinschaftliches Kreisgericht Arnstadt
Das gemeinschaftliche Kreisgericht Arnstadt war vom 1. Juli 1850 bis 1879 ein Mittelgericht im Fürstentum Schwarzburg-Sondershausen und im Großherzogtum Sachsen-Weimar-Eisenach mit Sitz in Arnstadt.

## Geschichte
Im Zuge der 1850 im Großherzogtum Sachsen-Weimar-Eisenach erfolgten Trennung der Rechtsprechung von der Verwaltung und der zeitgleichen Aufhebung der Patrimonialgerichtsbarkeit wurden Justizämter und Stadtgerichte als Eingangsgerichte geschaffen. Als Mittelgerichte wurden Kreisgerichte neu eingerichtet. Deren Aufgaben waren im Gesetz über die Zuständigkeit der Gerichte geregelt.
Im Fürstentum Schwarzburg-Sondershausen ordnete Fürst Günther Friedrich Carl II. mit dem 20. Gesetz „wegen der künftigen Einrichtung der Rechtspflege“ vom 3. April 1850 eine neue Gerichtsstruktur an, die die gesamte Rechtsprechung vereinheitlichte.
Beide Kleinstaaten bildeten gemeinsam das Kreisgericht Arnstadt. Ihm waren das großherzogliche Justizamt Ilmenau und die fürstlichen Justizämter Justizamt Arnstadt, Justizamt Breitenbach und Justizamt Gehren nachgeordnet.

## Auflösung
Mit Inkrafttreten des Gerichtsverfassungsgesetzes am 1. Oktober 1879 wurde die Justizämter in Amtsgerichte, darunter das Amtsgericht Arnstadt, umgewandelt. Die Kreisgerichte wurden aufgehoben. Die Aufgaben des Kreisgerichts Arnstadt übernahm das neu errichtete Landgericht Eisenach. Dabei wurden die Gerichtsbezirke per Ministerial-Bekanntmachung festgelegt.

## Richter
- Julius Appelius (Kreisgerichtsrat)